# Llandovery

Wappen

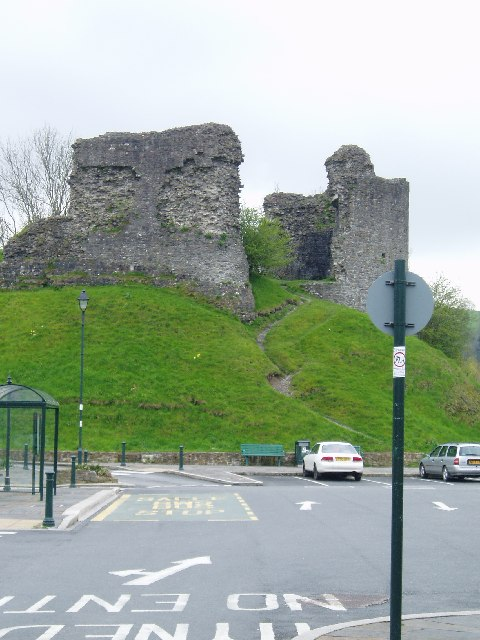
Llandovery Castle

Llandovery (walisisch Llanymddyfri) ist eine Minderstadt in der Grafschaft Carmarthenshire in Wales (Vereinigtes Königreich).

## Einwohnerstatistik
Im Jahre 2001 lebten 2870 Einwohner in Llandovery.

## Geschichte
Die Stadt geht auf das römische Lager Alabum zurück, das zwischen 50 und 60 nach Christus errichtet wurde und bis ins 4. Jahrhundert Bestand hatte. Heute sind nur noch wenige Überreste auf dem Hügel Llanfair-ar-y-Bryn um die Kirche St. Mary zu sehen.

## Geologie
Nach der Stadt wurde eine erdzeitgeschichtliche Serie, das Llandovery, benannt. Der Name war von Roderick Murchison im Jahre 1859 vorgeschlagen.

## Llandovery Castle
Das Llandovery Castle ist eine normannische Burg aus dem 12. Jahrhundert.

## Partnerstadt
- Pluguffan, bretonische Stadt im Département Finistère